# Letitia Bonnet Hart

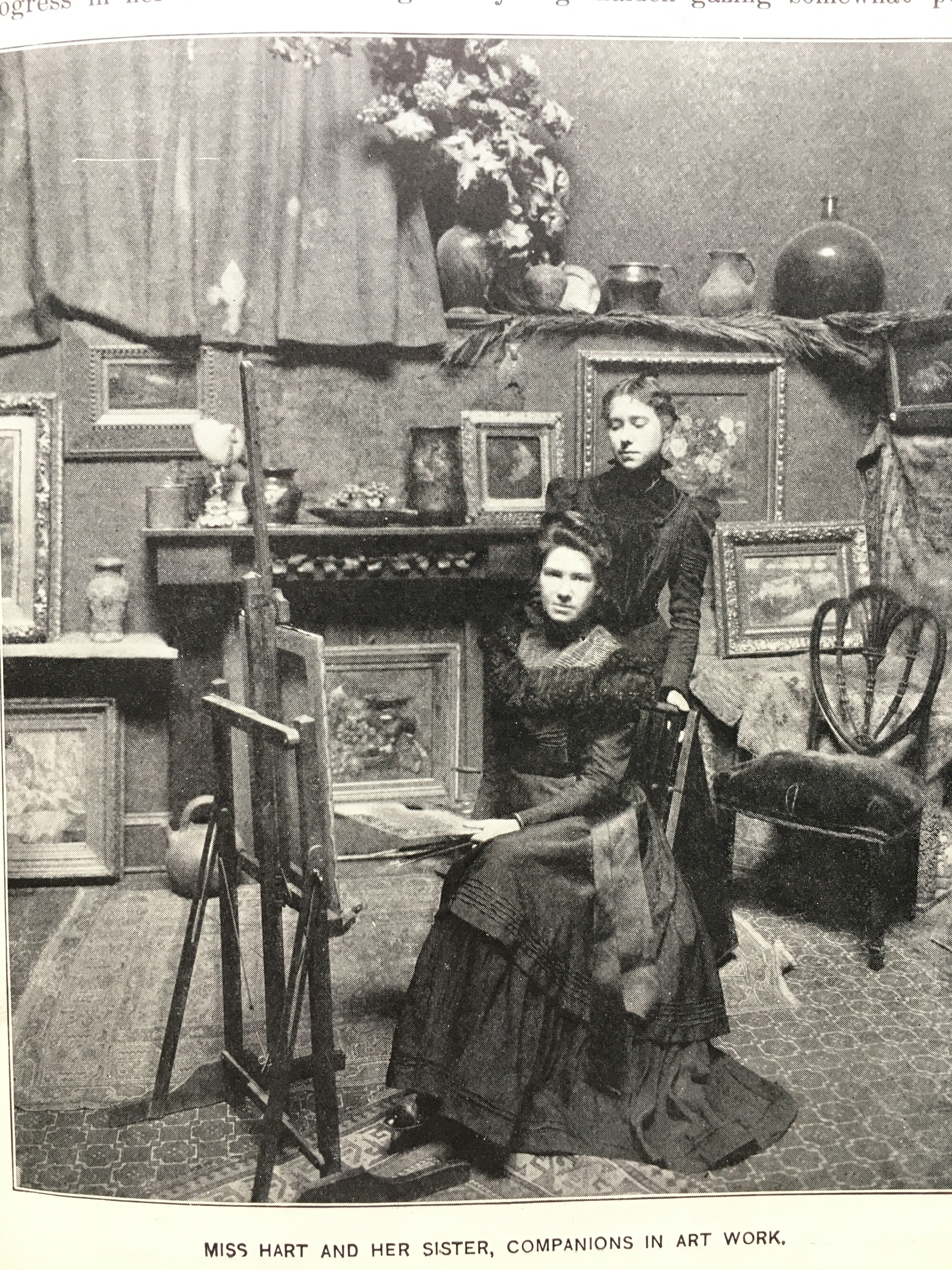
Letitia Bonnet Hart mit ihrer Schwester Mary Theresa Hart (1899)

Letitia Bonnet Hart (* 20. April 1867 in New York City; † September 1953 in Eau Gallie, Florida), auch Bennet, war eine US-amerikanische Malerin.

## Leben
Letitia Hart wurde im Frühjahr 1867 in New York City in eine Künstlerfamilie hineingeboren. Ihr Vater war der schottisch-US-amerikanische Landschaftsmaler James Hart und auch ihre Mutter Mary Theresa Hart (1829–1921) war als Malerin aktiv, genauso wie später Letitias gleichnamige Schwester Mary Theresa Hart (1872–1942) und ihr Bruder William Howard Hart (1863–1937). Letitia wurde zunächst von ihrem Vater ausgebildet, während sie eine Kunstschule in Brooklyn Heights besuchte. Später studierte sie an der National Academy of Design in New York City unter dem Genremaler Edgar Melville Ward. Dort stellte sie 1885 zum ersten Mal ihr Werk aus.
Letitia Harts Gemälde werden generell der Figuren- und Porträtmalerei zugeordnet und erfreuten sich einiger Beliebtheit. Stilistisch ist ihr Œuvre vom Impressionismus beeinflusst. 1898 wurde sie von der National Academy of Design mit dem Dodge Prize für das beste von einer Frau gemalte Gemälde ausgezeichnet. Hart lebte lange Zeit im New Yorker Stadtteil Brooklyn und hatte ein Sommerhaus in Lakeville, Connecticut. Später zog sie nach Florida, wo sie 1953 im Küstenort Eau Gallie bei Melbourne verstarb.